# 屈内勒
屈内勒（法語：Cunel，法語發音：[kynɛl]）是法国默兹省的一个市镇，属于凡尔登区。

## 地理
屈内勒（49°20'10"N, 5°7'1"E）面积4.69 平方千米，位于法国大東部大區默兹省，该省份为法国西北部内陆省份，北与比利时接壤，西接马恩省和阿登省，南至上马恩省和孚日省，东临默尔特-摩泽尔省。
与屈内勒接壤的市镇（或旧市镇、城区）包括：大克莱里、邦特维尔、默兹河畔布略勒、谢尔日苏蒙福孔、楠蒂卢瓦、罗马涅苏蒙福孔。

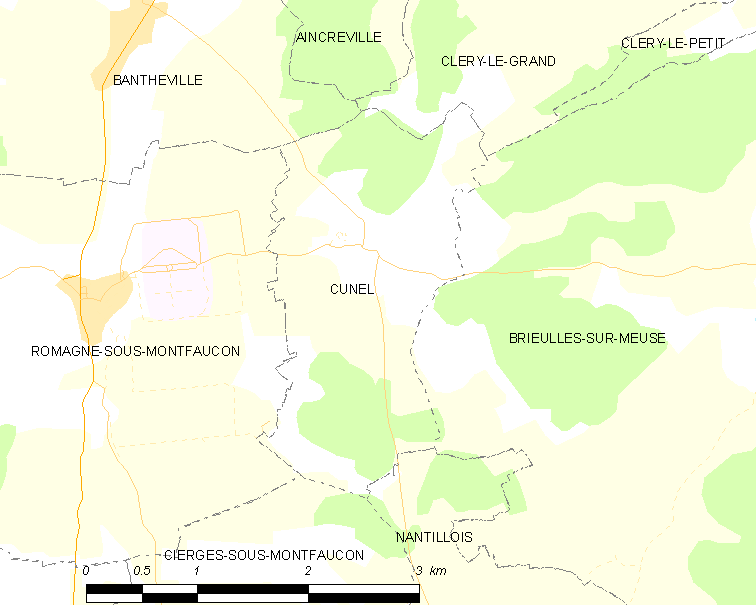
屈内勒的OSM定位图

屈内勒的时区为UTC+01:00、UTC+02:00（夏令时）。

## 行政
屈内勒的邮政编码为55110，INSEE市镇编码为55140。

## 政治
屈内勒所属的省级选区为阿戈讷地区克莱蒙县。

## 人口

1962-2008年间屈内勒人口变化图示

屈内勒于2022年1月1日时的人口数量为22人。